# KOBUKURO FAN FESTA 2008〜10 YEARS SPECIAL!!!!
『KOBUKURO FAN FESTA 2008〜10 YEARS SPECIAL!!!!』（コブクロ　ファン　フェスタ　2008〜10イヤーズ　スペシャル）は、フォークデュオのコブクロが2008年12月24日に発売した通算6作目のライヴDVDである。発売元はワーナーミュージック・ジャパン。

## 解説
- この映像は2008年9月6日に和歌山県にある紀三井寺陸上競技場で、彼らの結成10周年を記念して行われたライヴを収録したものである。初回限定盤はスペシャルパッケージ仕様で豪華40ページスペシャル・ブックレットが付属する。
- 今作でも、コブクロのDVDでは恒例となっている副音声のコメンタリーが収録されている。

## 収録曲

### Disc 1
| #  | タイトル                                                     | 作詞 | 作曲・編曲 |
| -- | ------------------------------------------------------------ | ---- | ---------- |
| 1. | 「特別チャーター5296便 羽田発〜ポルトヨーロッパ行き•空路編」 |      |            |
| 2. | 「和歌山駅〜紀三井寺運動公園 陸上競技場•陸路編」             |      |            |
| 3. | 「本番前日〜当日ドキュメント•コブク路編」                    |      |            |

| #   | タイトル           | 作詞・作曲 |
| --- | ------------------ | ---------- |
| 1.  | 「オープニング」   |            |
| 2.  | 「YELL〜エール〜」 | 小渕健太郎 |
| 3.  | 「コンパス」       | 小渕健太郎 |
| 4.  | 「潮騒ドライブ」   | 小渕健太郎 |
| 5.  | 「MC」             |            |
| 6.  | 「Million Films」  | 小渕健太郎 |
| 7.  | 「永遠にともに」   | 小渕健太郎 |
| 8.  | 「風」             | 小渕健太郎 |
| 9.  | 「MC」             |            |
| 10. | 「手紙」           | 小渕健太郎 |
| 11. | 「Ring」           | 小渕健太郎 |
| 12. | 「光」             | 小渕健太郎 |
| 13. | 「遠くで••」       | 小渕健太郎 |
| 14. | 「MC」             |            |

### Disc 2
| #   | タイトル               | 作詞・作曲          |
| --- | ---------------------- | ------------------- |
| 1.  | 「MC」                 |                     |
| 2.  | 「ストリートのテーマ」 | 小渕健太郎          |
| 3.  | 「神風」               | 小渕健太郎          |
| 4.  | 「memory」             | 小渕健太郎          |
| 5.  | 「MC」                 |                     |
| 6.  | 「ココロの羽」         | 小渕健太郎          |
| 7.  | 「ANSWER」             | 小渕健太郎•黒田俊介 |
| 8.  | 「アンコールMC」       |                     |
| 9.  | 「時の足音」           | 小渕健太郎•黒田俊介 |
| 10. | 「桜」                 | 小渕健太郎•黒田俊介 |
| 11. | 「クロージング」       |                     |

## バンドメンバー
- 松浦基悦：Piano, Synthesizers, Organ, Chorus
- 福原将宜：Guitar, Chorus
- 山田裕之：Bass
- 桜井正宏：Drums
- 川瀬正人：Percussion
- 漆原直美：1st Violin
- 藤縄陽子：2nd Violin
- 渡邉智生：Viola
- 原口梓：Cello

## ライブ音源CD
『KOBUKURO FAN FESTA 2008〜10 YEARS SPECIAL!!!!』は、コブクロのライブ・アルバム。CDは2016年6月15日発売『TIMELESS WORLD』特別限定セットのみの生産で、現在は販売終了している。2019年3月20日からは配信が開始されている。

### 概要
2016年リリースの9thアルバム『TIMELESS WORLD』の発売時に、特別限定セットとして、当時リリースされていた映像作品全11作品(ファンサイト限定品除く)がアルバム1枚につき1作選べるセットで発売された。完全受注生産のため、生産は終了している。
2019年3月20日からは各音楽サイトにて配信が開始している。
CDのジャケットは、同タイトルのDVDのジャケットを小渕がイラストで再現したものとなっている。
配信版のジャケットはDVDと同様のものとなっている。
なお、収録されているのはDVD版の本編のみで、ドキュメンタリー映像にあたる箇所については、収録されていない。

### 収録曲
DISC1
| #         | タイトル           | 作詞・作曲 | 時間  |
| --------- | ------------------ | ---------- | ----- |
| 1.        | 「オープニング」   |            | 2:21  |
| 2.        | 「YELL〜エール〜」 | 小渕健太郎 | 5:20  |
| 3.        | 「コンパス」       | 小渕健太郎 | 4:44  |
| 4.        | 「潮騒ドライブ」   | 小渕健太郎 | 6:52  |
| 5.        | 「MC」             |            | 7:05  |
| 6.        | 「Million Films」  | 小渕健太郎 | 5:24  |
| 7.        | 「永遠にともに」   | 小渕健太郎 | 5:13  |
| 8.        | 「風」             | 小渕健太郎 | 5:06  |
| 合計時間: | 合計時間:          | 合計時間:  | 42:05 |

DISC2
| #         | タイトル               | 作詞・作曲 | 時間  |
| --------- | ---------------------- | ---------- | ----- |
| 1.        | 「MC」                 |            | 4:03  |
| 2.        | 「手紙」               | 小渕健太郎 | 5:59  |
| 3.        | 「Ring」               | 小渕健太郎 | 5:38  |
| 4.        | 「光」                 | 小渕健太郎 | 5:18  |
| 5.        | 「遠くで••」           | 小渕健太郎 | 7:55  |
| 6.        | 「MC」                 |            | 15:14 |
| 7.        | 「ストリートのテーマ」 | 小渕健太郎 | 8:50  |
| 8.        | 「神風」               | 小渕健太郎 | 4:35  |
| 9.        | 「memory」             | 小渕健太郎 | 5:07  |
| 合計時間: | 合計時間:              | 合計時間:  | 62:39 |

DISC3
| #         | タイトル         | 作詞・作曲          | 時間  |
| --------- | ---------------- | ------------------- | ----- |
| 1.        | 「MC」           |                     | 2:28  |
| 2.        | 「ココロの羽」   | 小渕健太郎          | 6:26  |
| 3.        | 「ANSWER」       | 小渕健太郎•黒田俊介 | 8:17  |
| 4.        | 「アンコールMC」 |                     | 4:39  |
| 5.        | 「時の足音」     | 小渕健太郎•黒田俊介 | 5:45  |
| 6.        | 「桜」           | 小渕健太郎•黒田俊介 | 6:28  |
| 7.        | 「クロージング」 |                     | 4:58  |
| 合計時間: | 合計時間:        | 合計時間:           | 39:01 |

収録
2008年9月6日 和歌山紀三井寺運動公園 陸上競技場